# Deutsche Skilanglauf-Meisterschaften 2020
Die Deutschen Skilanglauf-Meisterschaften 2020 fanden vom 21. bis zum 23. Februar 2020 im Langlaufstadion Ried in Oberstdorf statt. Es wurden Sprint, Teamsprint und Einzelrennen ausgetragen. Das Massenstartrennen und die Staffel, die am 28. und 29. März 2020 in Oberwiesenthal stattfinden sollten, wurden aufgrund der COVID-19-Pandemie abgesagt. Die Rennen wurden vom Allgäuer Skiverband ausgerichtet.

## Ergebnisse Herren

### Sprint klassisch
| Platz | Name                 | Verein                   |
| ----- | -------------------- | ------------------------ |
| 1     | Richard Leupold      | SK Dresden-Niedersedlitz |
| 2     | Thomas Bing          | Rhöner WSV               |
| 3     | Sebastian Eisenlauer | SC Sonthofen             |
| 4     | Andreas Katz         | SV Baiersbronn           |
| 5     | Janosch Brugger      | WSG Schluchsee           |
| 6     | Florian Knopf        | SLV Bernau               |
| 7     | Jakob Walther        | SSV Erfurt               |
| 8     | Paul Gräf            | WSV Asbach               |
| 9     | Friedrich Moch       | WSV Isny                 |
| 10    | Birger Hartmann      | VFL Bad Berleburg        |

Datum: 21. Februar

Am Start waren 45 Teilnehmer.

### 15 km Freistil
| Platz | Name           | Verein           | Zeit (min) |
| ----- | -------------- | ---------------- | ---------- |
| 1     | Friedrich Moch | WSV Isny         | 37:07,8    |
| 2     | Lucas Bögl     | SC Gaißach       | 37:53,3    |
| 3     | Thomas Bing    | Rhöner WSV       | 38:33,0    |
| 4     | Andreas Katz   | SV Baiersbronn   | 38:47,5    |
| 5     | Florian Notz   | SZ Römerstein    | 38:54,3    |
| 6     | Jonas Dobler   | SC Traunstein    | 39:18,4    |
| 7     | Marius Bauer   | SC Oberstdorf    | 39:43,1    |
| 8     | David Zobel    | SC Partenkirchen | 39:43,6    |
| 9     | Albert Kuchler | SpVgg Lam        | 39:47,3    |
| 10    | Josua Strübel  | SC Seebach       | 40:04,2    |

Datum: 22. Februar

Am Start waren 43 Teilnehmer.

### Teamsprint Freistil
| Platz | Landesverband       | Name                            | Verein                                  | Zeit (min) |
| ----- | ------------------- | ------------------------------- | --------------------------------------- | ---------- |
| 1     | Bayern              | Lucas Bögl Sebastian Eisenlauer | SC Gaißach SC Sonthofen                 | 14:11,8    |
| 2     | Bayern              | Max Olex David Zobel            | SC Partenkirchen                        | 14:13,5    |
| 3     | Bayern              | Florian Knopf Anian Sossau      | SLV Bernau SC Eisenärzt                 | 14:14,4    |
| 4     | Sachsen             | Philipp Unger Richard Leupold   | SV Stützengrün SK Dresden-Niedersedlitz | 14:14,5    |
| 5     | Baden-Württemberg   | Andreas Katz Josua Strübel      | SV Baiersbronn SC Seebach               | 14:16,4    |
| 6     | Nordrhein-Westfalen | Birger Hartmann Jan Stölben     | VFL Bad Berleburg SK Wunderthausen      | 14:19,4    |

Datum: 23. Februar

Es waren 20 Teams am Start. Es wurden 5-mal 1,3-km-Runden gelaufen.

## Ergebnisse Frauen

### Sprint klassisch
| Platz | Name             | Verein                        |
| ----- | ---------------- | ----------------------------- |
| 1     | Laura Gimmler    | SC Oberstdorf                 |
| 2     | Antonia Fräbel   | WSV Asbach                    |
| 3     | Anne Winkler     | SSV Sayda                     |
| 4     | Pia Fink         | SV Bremelau                   |
| 5     | Victoria Carl    | SC Motor Zella-Mehlis         |
| 6     | Nadine Herrmann  | Bockauer SV                   |
| 7     | Katharina Hennig | WSC Erzgebirge Oberwiesenthal |
| 8     | Celine Mayer     | SC Oberstdorf                 |
| 9     | Lena Keck        | TSV Buchenberg                |
| 10    | Linda Schumacher | SSV Geyer                     |

Datum: 21. Februar

Am Start waren 19 Teilnehmerinnen.

### 10 km Freistil
| Platz | Name             | Verein                | Zeit (min) |
| ----- | ---------------- | --------------------- | ---------- |
| 1     | Pia Fink         | SV Bremelau           | 29:40,0    |
| 2     | Lisa Lohmann     | WSV Oberhof 05        | 30:51,9    |
| 3     | Alexandra Danner | SC Lenggries          | 30:57,0    |
| 4     | Linda Schumacher | SSV Geyer             | 30:59,3    |
| 5     | Celine Mayer     | SC Oberstdorf         | 31:16,6    |
| 6     | Kim Hager        | SC Gefrees            | 31:28,6    |
| 7     | Hanna Kebinger   | SC Partenkirchen      | 31:54,0    |
| 8     | Lena Keck        | TSV Buchenberg        | 32:14,6    |
| 9     | Merle Richter    | SSV Sayda             | 32:28,5    |
| 10    | Hannah Stocker   | DAV Sektion Hersbruck | 32:58,4    |

Datum: 22. Februar

Am Start waren 20 Teilnehmerinnen.

### Teamsprint Freistil
| Platz | Landesverband | Name                           | Verein                           | Zeit (min) |
| ----- | ------------- | ------------------------------ | -------------------------------- | ---------- |
| 1     | Thüringen     | Antonia Fräbel Victoria Carl   | WSV Asbach SC Motor Zella-Mehlis | 16:18,2    |
| 2     | Bayern        | Laura Gimmler Sofie Krehl      | SC Oberstdorf                    | 16:28,2    |
| 3     | Sachsen       | Nadine Herrmann Anne Winkler   | Bockauer SV SSV Sayda            | 16:29,6    |
| 4     | Bayern        | Kim Hager Alexandra Danner     | SC Gefrees SC Lenggries          | 16:47,9    |
| 5     | Sachsen       | Merle Richter Linda Schumacher | SSV Sayda SSV Geyer              | 16:48,1    |
| 6     | Thüringen     | Cindy Kammler Lisa Lohmann     | Rhöner WSV WSV Oberhof 05        | 16:49,5    |

Datum: 23. Februar

Es waren neun Teams am Start. Es wurden 5-mal 1,3 km gelaufen.